# كاريس (مدينة)

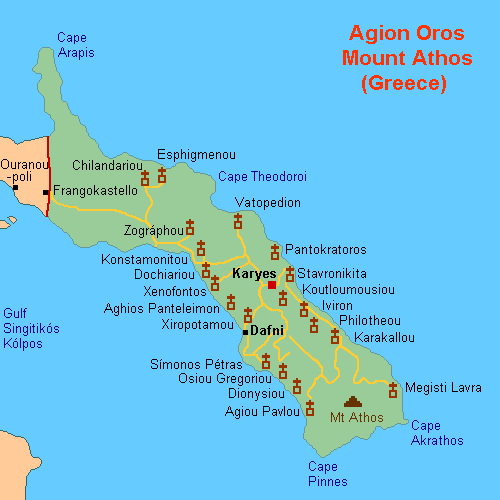
موقع كاريس في جبل آثوس

كاريس (باليونانية: Καρυές)‏ هي مدينة يونانية تقع في إقليم جبل آثوس الذاتي الحكم، تعد مدينة كاريس العاصمة الإدارية والمدنية للإقليم وهي المدينة الأكثر سكاناً في جبل آثوس، يبلغ عدد السكان 233 نسمة أي ما يشكل عُشر سكان إقليم جبل آثوس.

## المناخ
يظهر الجدول التالي التغييرات المناخية على مدار السنة لكاريس:
| البيانات المناخية لـكاريس | البيانات المناخية لـكاريس | البيانات المناخية لـكاريس | البيانات المناخية لـكاريس | البيانات المناخية لـكاريس | البيانات المناخية لـكاريس | البيانات المناخية لـكاريس | البيانات المناخية لـكاريس | البيانات المناخية لـكاريس | البيانات المناخية لـكاريس | البيانات المناخية لـكاريس | البيانات المناخية لـكاريس | البيانات المناخية لـكاريس | البيانات المناخية لـكاريس |
| الشهر | يناير                     | فبراير                    | مارس                      | أبريل                     | مايو                      | يونيو                     | يوليو                     | أغسطس                     | سبتمبر                    | أكتوبر                    | نوفمبر                    | ديسمبر                    | المعدل السنوي             |
| --- | ------------------------- | ------------------------- | ------------------------- | ------------------------- | ------------------------- | ------------------------- | ------------------------- | ------------------------- | ------------------------- | ------------------------- | ------------------------- | ------------------------- | ------------------------- |
| متوسط درجة الحرارة الكبرى °ف (°م) | 49 (9)                    | 52 (11)                   | 59 (15)                   | 66 (19)                   | 76 (24)                   | 86 (30)                   | 90 (32)                   | 90 (32)                   | 80 (27)                   | 71 (22)                   | 59 (15)                   | 51 (11)                   | 69.083 (20.60)            |
| متوسط درجة الحرارة الصغرى °ف (°م) | 34 (1)                    | 36 (2)                    | 41 (5)                    | 47 (8)                    | 56 (13)                   | 65 (18)                   | 69 (21)                   | 69 (21)                   | 61 (16)                   | 54 (12)                   | 45 (7)                    | 37 (3)                    | 51.166 (10.65)            |
| المصدر: <World Weather Online= >"Karyes Climate Weather Averages". Karyes Monthly Climate Average, Greece (بالإنجليزية). World Weather Online. 2016. Archived from the original on 2023-03-19. Retrieved 2016-09-13. |                           |                           |                           |                           |                           |                           |                           |                           |                           |                           |                           |                           |                           |